# Atenuador óptico

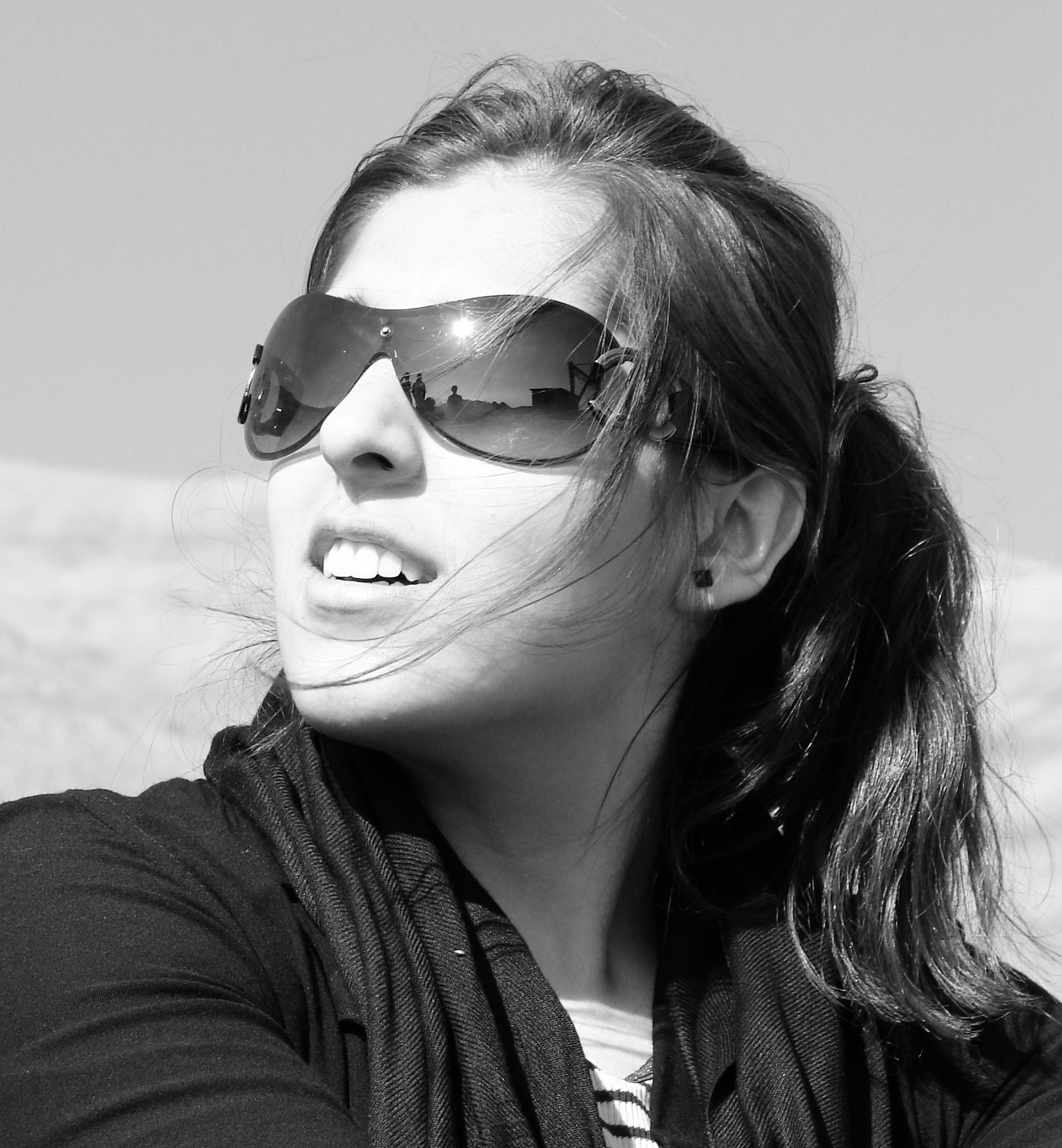
Mulher usando óculos de sol

O atenuador óptico é um dispositivo que reduz a potência do sinal transmitido em uma fibra óptica de modo a reduzir a taxa de bits errados.